# 김지애 (1995년)
지애(본명: 김지애, 한국 한자: 金智愛, 1995년 10월 31일 ~)는 대한민국의 여자 가수이다.

## 학력
- 한국예술고등학교 음악과 (졸업)

## 공연
- 2018년 2018 옐로우 리버비치 시즌4 <블라블라> HipHop 페스타